# Clubiona littoralis
Clubiona littoralis är en spindelart som beskrevs av Banks 1895. Clubiona littoralis ingår i släktet Clubiona och familjen säckspindlar. Inga underarter finns listade i Catalogue of Life.